# Horváth-Pásztor Bettina
Horváth-Pásztor Bettina (Fehérgyarmat, 1992. december 1. –) magyar válogatott kézilabdázó, kapus. 2018 nyarától a Kisvárdai KC  játékosa.

## Pályafutása

### Klubcsapatokban
Horváth-Pásztor Bettina Fehérgyarmaton született, kézilabda pályafutását pedig Mátészalkán kezdte. Tanulmányait a Kölcsey Ferenc Általános Iskolában végezte, majd A DVSC utánpótlásképző akadémiájára került. Róth Kálmán hívására igazolt a Győri Audi ETO csapatához 2010-ben. A következő szezonban bajnok és kupagyőztes lett, bár többnyire a junior csapatban védett. A 2013-14-es szezont kölcsönben a Veszprém Barabás KC csapatánál töltötte. 2014-ben visszatért a DVSC-TVP csapatához, ahol négy szezont töltött el. 2018 nyarán a Kisvárdához igazolt.

### A válogatottban
A magyar válogatott keretébe Kim Rasmussen hívta meg először 2017-ben. A dán edző a 2018-as Európa-bajnoki selejtezőkön is számított a játékára, 2018 május 30-án Bíró Blanka sérülése után a szűk keretnek is tagja lett, majd a Koszovó ellen 37–15-re megnyert találkozón bemutatkozott a nemzeti csapatban.

## A pályán kívül
Hobbija a festészet.

## Sikerei, díjai
- Magyar bajnok: 2011
- Magyar Kupa-győztes: 2011
- Bajnokok Ligája-elődöntős: 2011

## További információ
- Pásztor Bettina statisztikái a  Worldhandball oldalán